# Университет ООН
Университет Организации Объединенных Наций (УООН, англ. UNU яп. 国際連合大学) — академическое и исследовательское подразделение Организации Объединенных Наций. Создан в декабре 1972 года. Является автономным органом Генеральной Ассамблеи ООН с дипломатическим статусом учреждения ООН. Штаб-квартира располагается в районе Сибуя, Токио, Япония, представительства в Нью-Йорке, Париже, совместные программы магистратуры и докторонтуры в Бонне UNU-EHS, Маастрихте UNU-MERIT, Дрездене UNU-FLORES.

## История
Вопрос о создании Университета был поднят в 1969 году Генеральным секретарем ООН У. Таном, который предложил создать интернациональный и приверженный целям Устава мира и прогресса университет Организации Объединенных Наций. Этот вопрос обсуждался на трех ежегодных сессиях и в декабре 1972 года  Генеральная Ассамблея ООН одобрила его создание. Университет был основан в 1973 году и официально начал свою деятельность в 1976 году, после подписания соглашения о постоянной штаб-квартире между Организацией Объединенных Наций и Японией.
За период существования УООН превратился в глобальную децентрализованную сеть учреждений, состоящую, помимо Центрального здания УООН в Токио, из 12 научно-исследовательских и учебных центров и двух бюро по связям — в Центральном офисе ООН в Нью-Йорке и штаб-квартире Организации Объединенных Наций по вопросам образования, науки и культуры (ЮНЕСКО) в Париже.

## Задачи университета
На 179-й сессии Исполнительного Совета ЮНЕСКО было отмечено, что основной задачей УООН является проведение научных исследований и создание потенциала в целях содействия усилиям по разрешению насущных глобальных проблем, стоящих перед ООН, её государствами-членами и народами, которые она объединяет. 
Для выполнение этой и иных задач Университет постоянно укрепляет интеллектуальное сотрудничество между учеными и специалистами-практиками по всему миру и, в частности, в развивающихся странах, по разным направлениям: 
- выступая в качестве международного сообщества ученых;
- связующего звена между системой Организации Объединенных Наций и международным научным сообществом;
- аналитического центра системы Организации Объединенных Наций;
- организации, способствующей созданию потенциала, особенно в развивающихся странах;
- платформы для диалога и новых творческих идей[9].

## Структурные подразделения и программы
Академическая работа УООН осуществляется глобальной системой институтов и иных подразделений, расположенных более чем в 12 странах.

### Институты
- Институт сравнительных исследований по вопросам региональной интеграции (СИРИ-УООН) в Брюгге, Бельгия[10]
- Институт окружающей среды и безопасности человека (UNU-EHS) в Бонне, Германия[11]
- Институт комплексного управления материальными потоками и ресурсами (УООН-ФЛОРЕС) в Дрездене, Германия[12]
- Институт перспективных исследований  (УООН-ИПИ) в Иокогаме, Япония[13]
- Международный институт глобального здравоохранения (МИГЗ УООН) в Куала-Лумпуре, Малайзия[14]
- Институт вычислительной техники и общества (UNU-CS) в Макао, Китай
- Институт природных ресурсов в Африке (UNU-INRA) в Аккре, Гана
- Институт устойчивости и мира (UNU-ISP) в Токио, Япония
- Маастрихтский экономический и социальный научно-исследовательский и учебный институт инноваций и технологий (UNU-MERIT) в Маастрихте, Нидерланды
- Институт воды, окружающей среды и здоровья (UNU-INWEH) в Гамильтоне, Канада
- Всемирный институт исследований экономики развития (UNU-WIDER) в Хельсинки, Финляндия

### Операционные структуры
- Операционная группа по политически ориентированному электронному управлению (UNU-EGOV) в Гимарайнше, Португалия[15]

### Программы
- Программа в области биотехнологии в Латинской Америке и Карибском бассейне (УООН/БИОЛАК) в Каракасе, Венесуэла[16][17]
- Программа продовольствия и питания для человеческого и социального развития (UNU-FNP), Итака, США
- Программа обучения рыболовству (UNU-FTP) в Рейкьявике, Исландия
- Программа обучения геотермальной энергии (UNU-GTP) в Рейкьявике, Исландия
- Учебная программа по восстановлению земель (UNU-LRT) в Рейкьявике, Исландия
- Международная учебная программа по изучению гендерного равенства (UNU-GEST) в Рейкьявике, Исландия[18]